# Lituotuba
Lituotuba, en ocasiones erróneamente denominado Arlituotubum, es un género de foraminífero bentónico de la familia Lituotubidae, de la superfamilia Lituotuboidea, del suborden Lituolina y del orden Lituolida. Su especie tipo es Trochammina lituiformis adhaerens. Su rango cronoestratigráfico abarca el Holoceno.

## Discusión
Clasificaciones previas incluían Lituotuba en el suborden Textulariina del orden Textulariida, o en el orden Lituolida sin diferenciar el suborden Lituolina.

## Clasificación
Se han descrito numerosas especies de Lituotuba. Entre las especies más interesantes o más conocidas destacan:
- Lituotuba lituiformis

Un listado completo de las especies descritas en el género Lituotuba puede verse en el siguiente anexo.